# Otto Faist
Otto Faist (ur. 11 marca 1903 w Karlsruhe, zm. w lutym 1946 w Kowlu) – niemiecki trener piłkarski.

## Kariera trenerska
Faist karierę trenera rozpoczął w 1930 roku w zespole SV Wiesbaden. W 1931 roku został selekcjonerem reprezentacji Bułgarii. W roli tej zadebiutował 19 kwietnia 1931 w przegranym 0:1 meczu Pucharu Bałkanów z Jugosławią. Kadrę Bułgarii poprowadził w 6 spotkaniach, z których 3 były wygrane, 1 zremisowane i 2 przegrane.
W latach 1932–1933 Faist trenował zespół Kölner SC 1899, a od 1933 roku był szkoleniowcem Arminii Bielefeld, grającej w Gaulidze (grupa Westfalen). W sezonie 1933/1934 wraz z klubem zajął w niej 10. miejsce i spadł z nią z ligi. Arminię prowadził jeszcze przez następny sezon. Potem był trenerem Rot-Weiß Oberhausen (Gauliga), a od 1938 do 1942 prowadził FC Schalke 04 (Gauliga). Z klubem tym trzykrotnie zdobył mistrzostwo III Rzeszy (1939, 1940, 1942). Dwukrotnie dotarł z nim też do finału Pucharu III Rzeszy (1941, 1942), przegranego jednak przez Schalke.
W kolejnych latach Faist był jeszcze szkoleniowcem zespołu LSV Mölders Krakau i był to jego ostatni klub w karierze.

## II wojna światowa
Faist był zwolennikiem Adolfa Hitlera i 1 maja 1933 przystąpił do NSDAP. W styczniu 1942 został wcielony do Wehrmachtu. W 1943 roku został mianowany przez Luftwaffe trenerem klubu LSV Mölders Krakau. W trakcie powrotu z frontu wschodniego, na terenie Saksonii, dostał się do sowieckiej niewoli i trafił do obozu jenieckiego Elsterhorst. Następnie został przeniesiony do obozu w Kowlu na terenie ZSRR. Zmarł w lutym 1946, prawdopodobnie z powodu tyfusu i wycieńczenia. Dokładna data śmierci oraz miejsca spoczynku nie są znane. Informację o śmierci Faista, jego żona i trójka dzieci otrzymali w kwietniu 1948.